# Arbrissel
Arbrissel (bretonisch: Ervrezhell, Gallo: Erbecèu) ist eine französische Gemeinde mit 270 Einwohnern (Stand: 1. Januar 2022) im Département Ille-et-Vilaine in der Region Bretagne; sie gehört zum Arrondissement Fougères-Vitré und zum Kanton La Guerche-de-Bretagne. Die Einwohner werden Arbrisselois und Arbrisseloises genannt.

## Geographie
Die Gemeinde Arbrissel liegt an der Ardenne, etwa 34 Kilometer südöstlich von Rennes. Umgeben wird Arbrissel von den Nachbargemeinden Visseiche im Norden, Rannée im Osten und Südosten, Moussé im Süden sowie Retiers im Südwesten und Westen.

## Bevölkerungsentwicklung
| Jahr          | 1962 | 1968 | 1975 | 1982 | 1990 | 1999 | 2006 | 2013 | 2020 |
| Einwohner     | 233  | 219  | 234  | 232  | 223  | 237  | 252  | 290  | 299  |
| Quelle: INSEE |      |      |      |      |      |      |      |      |      |

## Sehenswürdigkeiten
- Kirche Notre-Dame-de-l’Assomption aus dem 11./12. Jahrhundert, Umbauten aus dem 17./18. Jahrhundert, seit 1987 als Monument historique eingeschrieben
- Kapelle Notre-Dame-de-l'Immaculée-Conception aus dem 19. Jahrhundert
- Herrenhaus Les Jarsais, vermutlich aus dem 17. Jahrhundert

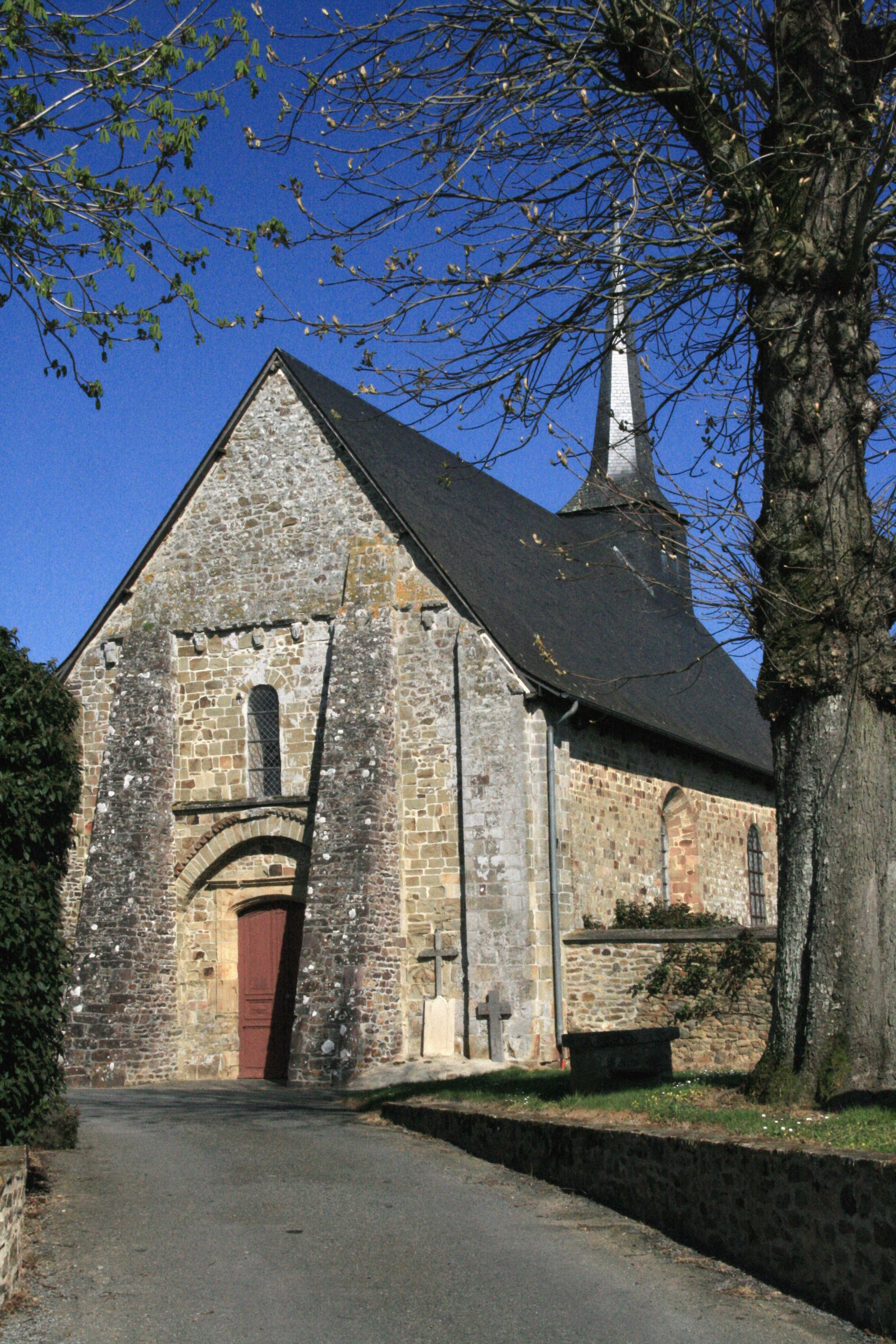
Kirche Notre-Dame-de-l'Assomption
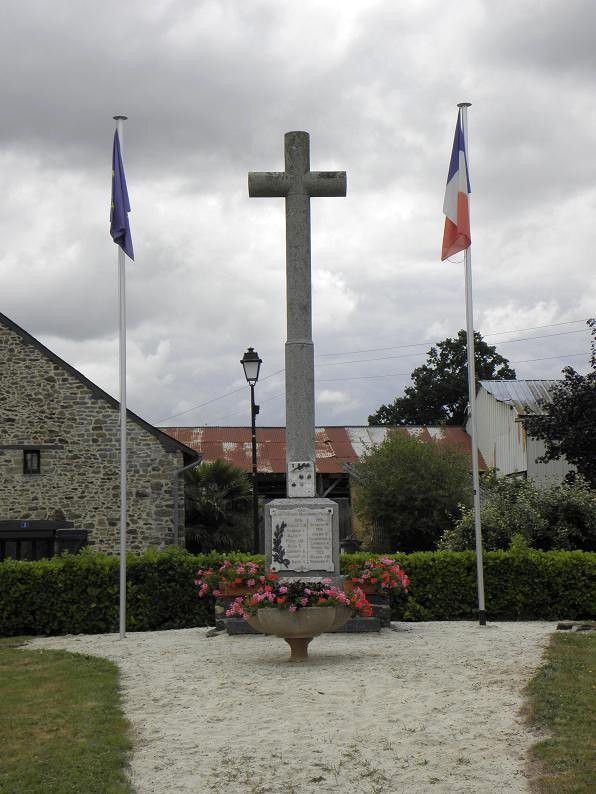
Gefallenendenkmal

## Persönlichkeiten
- Robert von Arbrissel (um 1045–1116), Gründer der Abteien von Fontevraud und La Roe, geboren in Arbrissel